# Nymphon inerme
Nymphon inerme is een zeespin uit de familie Nymphonidae. De soort behoort tot het geslacht Nymphon. Nymphon inerme werd in 1956 voor het eerst wetenschappelijk beschreven door Fage. 